# 336465 Deluna
336465 Deluna è un asteroide della fascia principale. Scoperto nel 2008, presenta un'orbita caratterizzata da un semiasse maggiore pari a 2,7265916 au e da un'eccentricità di 0,0982993, inclinata di 6,68643° rispetto all'eclittica.